# Nangmagvik Lake
Nangmagvik Lake är en sjö i Kanada.   Den ligger i territoriet Northwest Territories, i den norra delen av landet, 3 900 km nordväst om huvudstaden Ottawa. Nangmagvik Lake ligger 1 meter över havet. Arean är 3,6 kvadratkilometer. Den sträcker sig 4,4 kilometer i nord-sydlig riktning, och 1,4 kilometer i öst-västlig riktning.
Trakten runt Nangmagvik Lake är ofruktbar med lite eller ingen växtlighet. Trakten runt Nangmagvik Lake är nära nog obefolkad, med mindre än två invånare per kvadratkilometer.